# ماریا ماتروک
ماریا لئونیدوونا ماتروک (روسی: Мари́я Леони́довна Мотру́к؛ ‏ ۱ ژوئیهٔ ۱۹۱۶ – ۶ فوریهٔ ۱۹۸۴) اَنیماتور و هنرمند اهل اتحاد جماهیر شوروی بود.
از فیلم‌ها یا مجموعه‌های تلویزیونی که وی در آن‌ها نقش داشته‌است، می‌توان به بانی‌فیکس به تعطیلات می‌رود اشاره نمود.